# Pietro Fabbri
Pietro Fabbri dit dall'Oboe, né en 1671 à Vicence et mort à Mantoue en 1746, est un peintre baroque italien des XVIIe et XVIIIe siècles actif principalement à Mantoue.
Il était également hautboïste et jouait à la basilique palatine de Sainte-Barbara d'où son surnom (« du hautbois » en italien).

## Biographie
Né à Vicence, Pietro Fabbri déménage vite à Mantoue où il a effectué la plupart de ses œuvres. Outre sa vie d'artiste, Fabbri était aussi musicien, jouant du hautbois. Il a joué dans l'un des concerts d'Antonio Vivaldi à la basilique de Mantoue. Il meurt à Mantoue, son lieu de travail, en 1746. Certaines sources placent sa mort en 1758. Son fils, Giovanni, devient graveur. La plus ancienne de ses œuvres subsistantes est une Vierge à l'Enfant, exécutée en 1716 et qui se retrouve aujourd'hui à la Cathédrale San Pietro de Mantoue.

## Œuvres

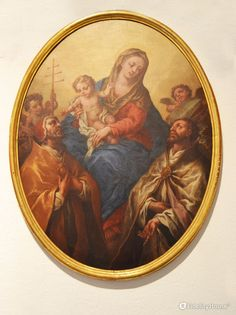
Vierge à l'Enfant et les saints Célestin et Anselme

Liste non-exhaustive de ses peintures :
- Madonna col Bambino e i santi Celestino e Anselmo, Peinture à l'huile sur toile, 1716, cathédrale de Mantoue[2].